# トランジスタラジオ

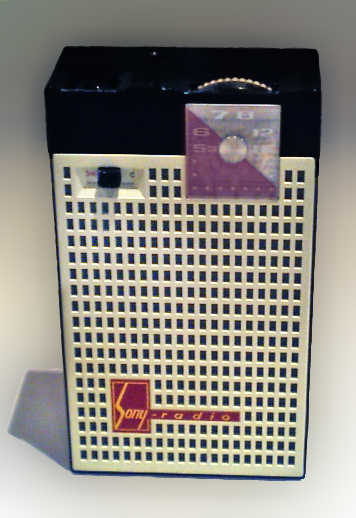
東京通信工業（現・ソニー）のTR-52（1955年開発）。
日本のトランジスタラジオの1号機。
----
5石トランジスタ、スーパーヘテロダイン方式受信機。東京通信工業社内の通称は「国連ビルラジオ」。形状がこの年竣工したニューヨークの国連本部ビルを思わせるものだったからそう呼ばれた。
しかしながら、後述を理由に発売を断念した。

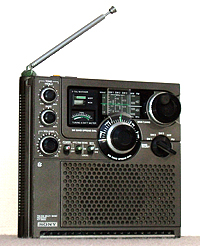
ソニー スカイセンサー ICF-5900（1975年10月発売）。BCL用トランジスタラジオ。

トランジスタラジオ（英: transistor radio）とは、増幅回路にトランジスタを用いたラジオ放送受信機の総称。

## 概要
それまでのラジオ受信機で主に使われていた真空管の代わりに、トランジスタを使うことで小型化・軽量化・携帯化が可能になったものである。
トランジスタは、ベル研究所の3人（ジョン・バーディーン、ウォルター・ブラッテン、ウィリアム・ショックレー）の連名で1948年に発表されたものであった。
トランジスタは半導体素子で、真空管と比べて大幅に省電力で、サイズも小さく、振動にも強い。真空管は使用とともに性能が劣化し交換しなければならない消耗品であるが、トランジスタは交換の必要がない。このように優れた特徴が多数あるので、真空管の代わりにトランジスタが用いられることが増え、それが起きた製品ジャンルのひとつがラジオであった。
真空管ラジオからトランジスタラジオへの移行期は1950年代に始まった。
日本では1950年8月に東京通信工業（略称「東通工」。現：ソニー）が先陣を切る形で発売を開始。日本製のトランジスタラジオが世界中に輸出されるようになった。
1950年中頃にはトランジスタラジオの量産が始まり、1950年代後半から1960年代にかけて普及、70年代までに従前の真空管をつかったラジオをほぼ駆逐するに至った。
真空管を増幅回路として使用するラジオは、電源の電圧が比較的高くなければならない上に消費電力も大きく、また真空管のサイズが大きいのでそれを使うラジオ受信機の筐体も大ぶりになってしまい、通常 据置型として使用するものであった。それに対してトランジスタラジオは小型で、電源の電圧も低くてよく（4.5 - 9V程度）消費電力も小さいため、小さな乾電池で動作し片手で持ち運べる機器となり、野外でもラジオを手軽に聞くことができるようになった。またそれまで据置型で「一家に一台」だったものが、持ち運べることになったことで一家で複数台所有されることになり、ラジオ放送受信機の市場が拡大した。

## 分類、種類
いくつか分類法があるが、
ひとつの分類法は、増幅回路に含まれているトランジスタの数で分類する方法である。1石/2石/3石/4石/5石/6石/7石...などと分類される。
回路方式による分類としては、レフレックス / スーパーヘテロダイン  という分類が基本で、それに加えてダイレクトコンバージョン も分類に加えることがある。

## 歴史
1948年にベル研究所は、トランジスタのデモ用として世界初のトランジスタラジオを発表した。
ベル研究所の親会社のウエスタン・エレクトリック社（WE社）はトランジスタの特許を2万5000ドルのライセンス料金で公開した。
その後1952年にRCA社、1954年にテキサス・インスツルメンツがトランジスタラジオのプロトタイプを相次いで発表した。

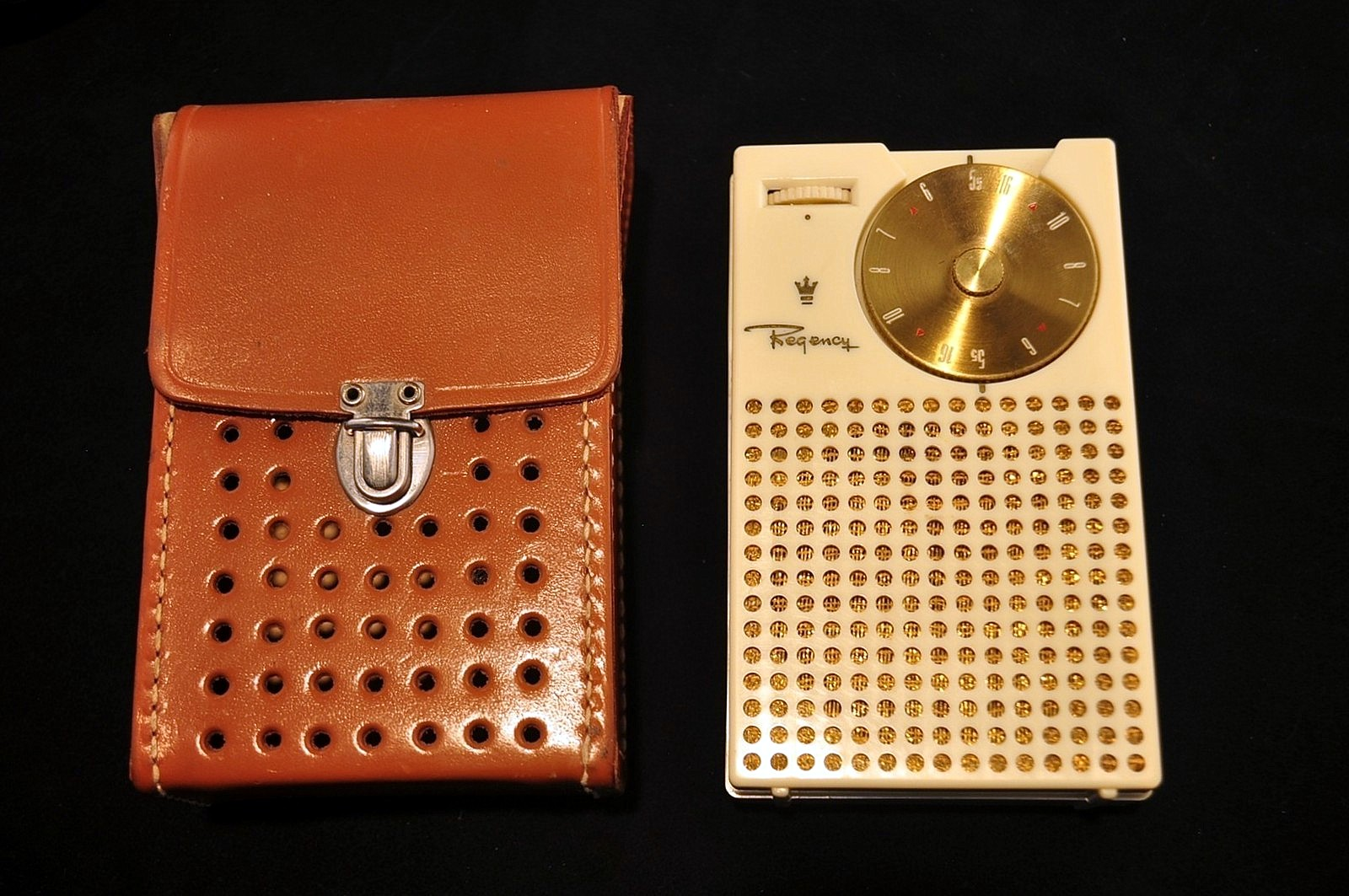
Regency TR-1

1953年に東京通信工業がトランジスタに関してライセンス契約を締結しトランジスタラジオのプロトタイプ製作に精力的に取り組んでいたが、1954年10月18日にI.D.E.A.社のリージェンシー部門がテキサス・インスツルメンツ製4石トランジスタを使った世界初のトランジスタラジオ Regency TR-1を発表し、クリスマス商戦にむけ発売された（定価は$49.95。これは2003年換算で$334）
一方、東京通信工業は1955年に複合型トランジスタ5石を使ったTR-52（記事冒頭に写真が掲載されたもの）を製造したが、夏季の出荷直前、気温上昇で筐体が歪むと判明しこれの出荷は取り止めとなり、改めて8月にTR-55を開発しその年の9月に出荷開始、輸出が開始された。これが実際に市販された日本製トランジスタラジオとしては第一号となった。

## 日本製トランジスタラジオの歴史
東京通信工業（東通工、現：ソニー）の井深大は、1952年、アメリカ合衆国での技術研修に出かけた際、ベル研究所の3人のスタッフがトランジスタを開発・特許をとっており、親会社のウエスタン・エレクトリック社（WE社）が2万5000ドル（約900万円）で公開していることを知る。日本の通産省は「ちょっとやそっとのことで、トランジスタなんかできないよ」と否定的で、当初は東通工への外貨割り当てを拒否するほどだったが、1953年、盛田昭夫がアメリカに渡りWE社を訪問すると、東通工の技術力が高く評価され「ライセンス料の支払いは後でもいい」ということになったため、同社とライセンス契約を結んだ。その際、WE社は盛田に対して何に使うのかを問うと「ラジオに使いたい」と応じたが、この時WE社はやめるようにと勧告を行った。
初期のトランジスタは温度特性が悪く、またラジオの放送周波数帯で増幅器に用いるには特性が不安定であったため、真空管を代替することはできないと見られていた。商業用の製品としては補聴器が実用化されていた程度であった。
しかし、同行した東通工技術スタッフの岩間和夫はトランジスタの技術開発を取材、「岩間レポートメモ」としてまとめ、それを基にトランジスタラジオの試作品（プロトタイプ）を製作した。だが、この試作品について井深は「とても商品として使えるものではない」と回顧している。
その間、1954年にアメリカのライバル社・I.D.E.A.のリージェンシー部門がテキサス・インスツルメンツ製4石トランジスタを使った世界初のトランジスタラジオ TR-1を発表（10月18日）。世界初を目指した東通工は落胆したが、その後1955年に複合型トランジスタ5石を使ったTR-52を市販しようと試作した。しかしこの「国際連合ビル」を連想させるTR-52のキャビネット格子（プラスチック製）が夏季の気温上昇により、出荷寸前になって反り返るトラブルが発生したため発売中止となってしまった。その後8月に改めてTR-55を開発し、その年の9月に市販開始。これが日本初のトランジスタ携帯ラジオとなった。盛田がニューヨークでそのトランジスタラジオを扱ってくれる小売店を探していた時、10万個注文する代わりに同社の商標を付けることを条件としたブローバ社に対し、決して下請けメーカーにだけはなるまいと決心していた盛田はその注文を断っており、その判断について、盛田は自分が下した決断の中でベストの決断と振り返っている（ちなみに、当時相談を受けた東京側は注文を受けるよう返事をしていた）。
1955年にはさく良商事から鉱石検波で低周波増幅にトランジスタを使用したTHK TGR-21型が4300円で発売された。
ゲルマニウムトランジスタには製造歩留まりが劣悪だけでなく特性のばらつきが大きく、温度特性も悪いなど問題があったのだが、TR-55ではゲルマニウムトランジスタを採用した。低周波回路には比較的歩留まりが高いが高周波特性の悪い合金接合型トランジスタ、高周波回路には歩留まりが非常に低いものの高周波特性を改善しやすい成長接合型トランジスタを使用して製品化にこぎつけた。しかし実際には成長接合型トランジスタの特性がバラバラで、結局ラジオ工場側ではトランジスタ個々の特性に合わせ回路の修正を行うことになり、量産とは程遠いほぼ手作りの状態で製造を進めることになった。
その後東通工では成長接合型トランジスタの全製品に対する追跡調査を行った結果、トランジスタのN型層を成長させるためにドーパントとして使用していたアンチモンが、既に作られているP型層に侵食してトランジスタとしての特性を悪化させていることが判明。そこでアンチモンの代わりにリンを使用してみたところP型層の侵食がなくなる（またそれに伴い高周波特性が改善し、特性のばらつきも大きく減少する）ことが確認できたため、一気にトランジスタ製造ライン全てで製造工程の切り替えを行った。
ところがリンへの切り替え直後に、製造したトランジスタ全てが不良品となる事態が発生した。駄目そうな点を調べると、投入量が多すぎたため、リンの濃度が濃すぎたためだった。そこで同社では大量にダイオードを試作してリンの適正投入量を割り出そうとした。この過程で、負性抵抗を示すというそれまでの理論で説明できない現象が発見された。それを江崎玲於奈がトンネル効果による現象だと見抜いた、という。結局、不良の原因は、トランジスタ内部のP型層が極めて薄くなった結果、トランジスタ内でトンネル現象が発生していたためだと判明する。適正投入量が割り出され、他の製造工程にも改善を加えた結果、最終的に成長接合型トランジスタの歩留まりが90%以上に跳ね上がり、東通工は莫大な利益を得ることになった。
この原理の利用であるトンネルダイオード（エサキダイオード）を発明（1957年8月とされている）した江崎玲於奈は、半導体内におけるトンネル効果の実験的発見の功績で、1973年のノーベル物理学賞を受賞する（共同で。同時受賞者はやはり確認者のブライアン・ジョセフソン）。しかし、当時東通工内部ではトランジスタの製造方法は最高機密とされていたため、この発見の顛末が明らかにされたのは30年以上後になってからのことであった（ただし江崎本人は、あるとき、リンの大量投入がトンネル効果発見のきっかけだったねと岩間が言ったのに対し、否定も肯定もしなかったという）。
以後、他メーカーもトランジスタラジオを開発し市場に参入してゆくことになった。たとえば自社ブランドを掲げたメーカーとしては、ソニー以外には、東芝、松下電器（ブランド名はNationalやPanasonicなど）、三洋電機、日立製作所、シャープ、光洋電子工業（KOYOブランド）、スタンダード無線工業などがあった。この他にも日本には、アメリカの輸入・販売会社の下請けとして他社ブランドを表示したトランジスタラジオを日本国内で生産（いわゆるOEM生産）してアメリカ向けに輸出していた会社がいくつかあった。

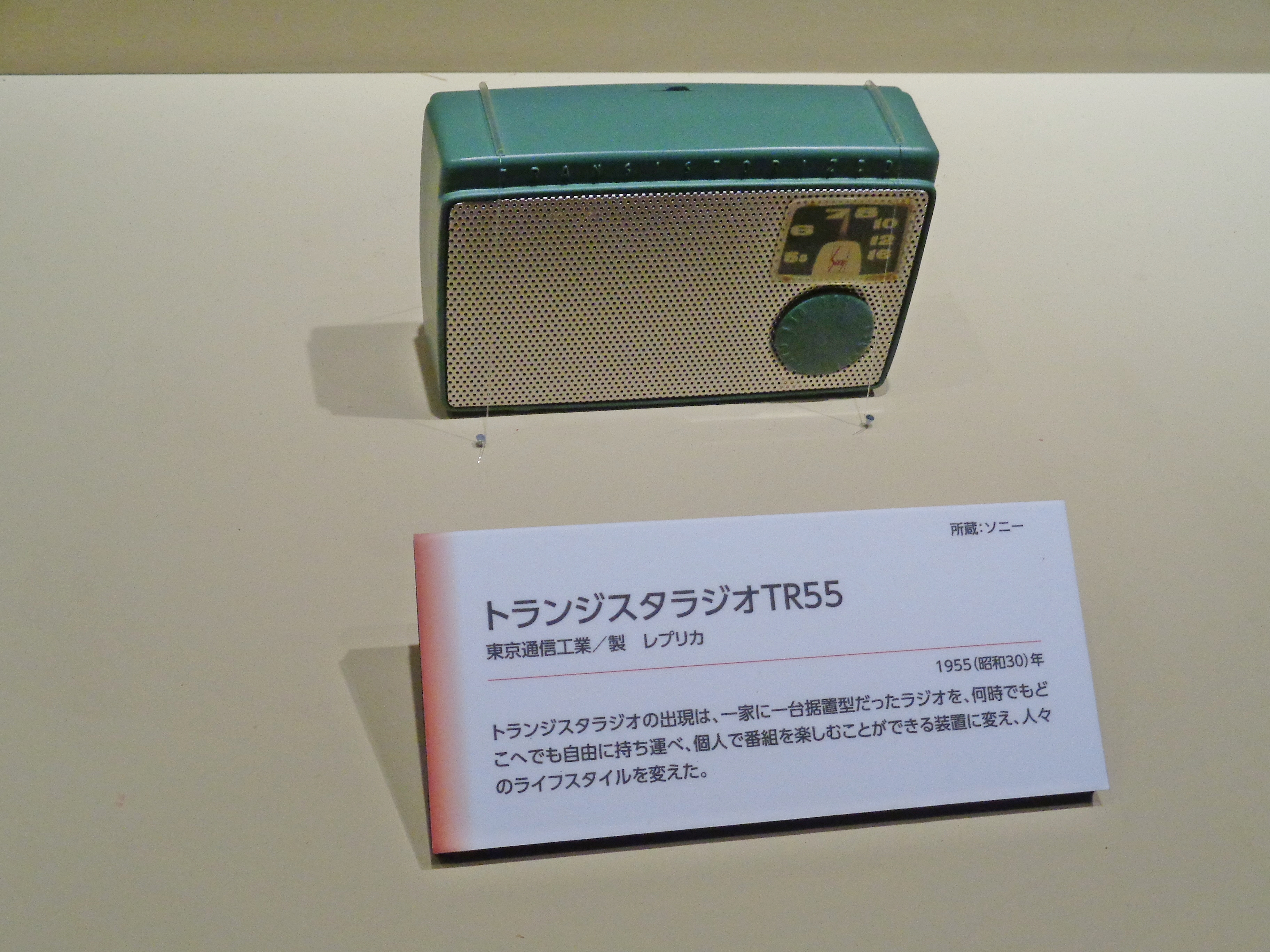
トランジスタラジオ商品化第1号となった SONY TR-55（1955年）
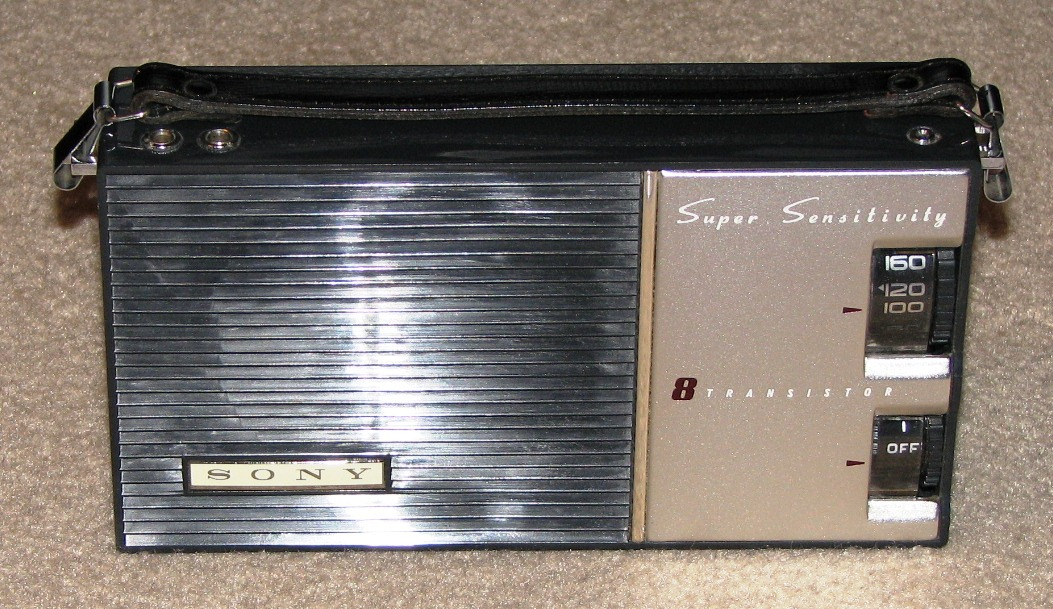
SONY TR-84（1959年頃）
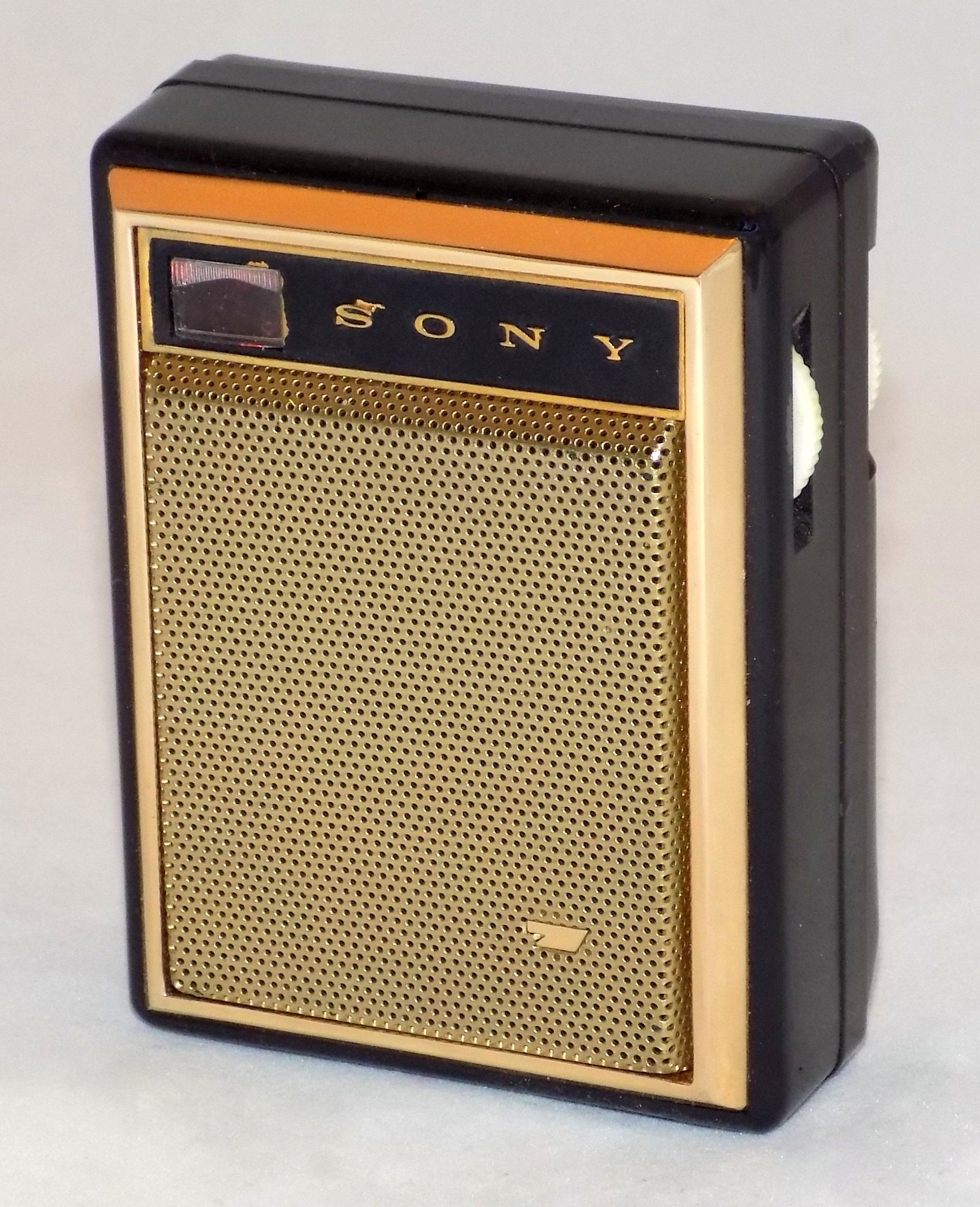
SONY TR-730 （1960年頃）
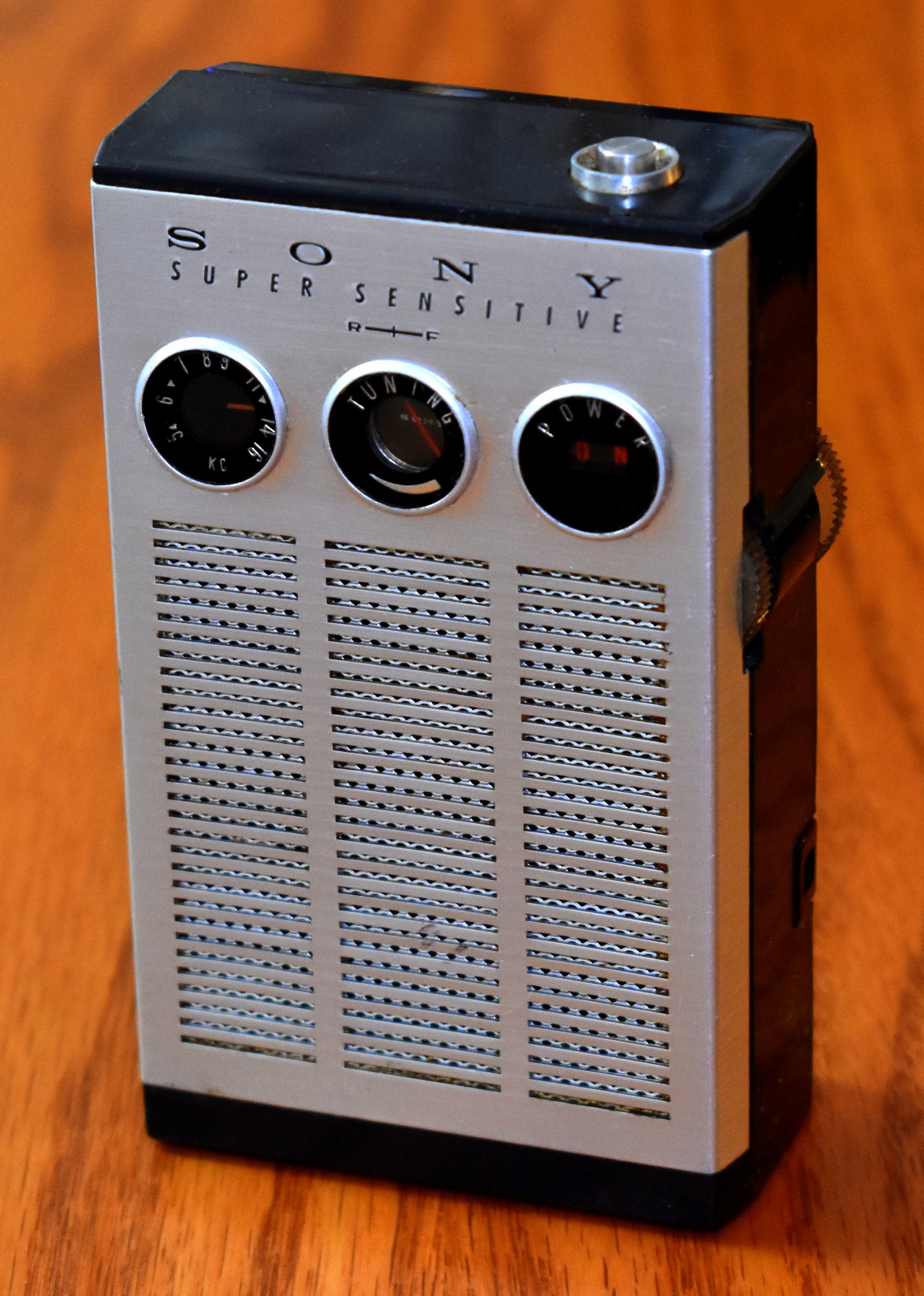
SONY TR-817（1962年頃）

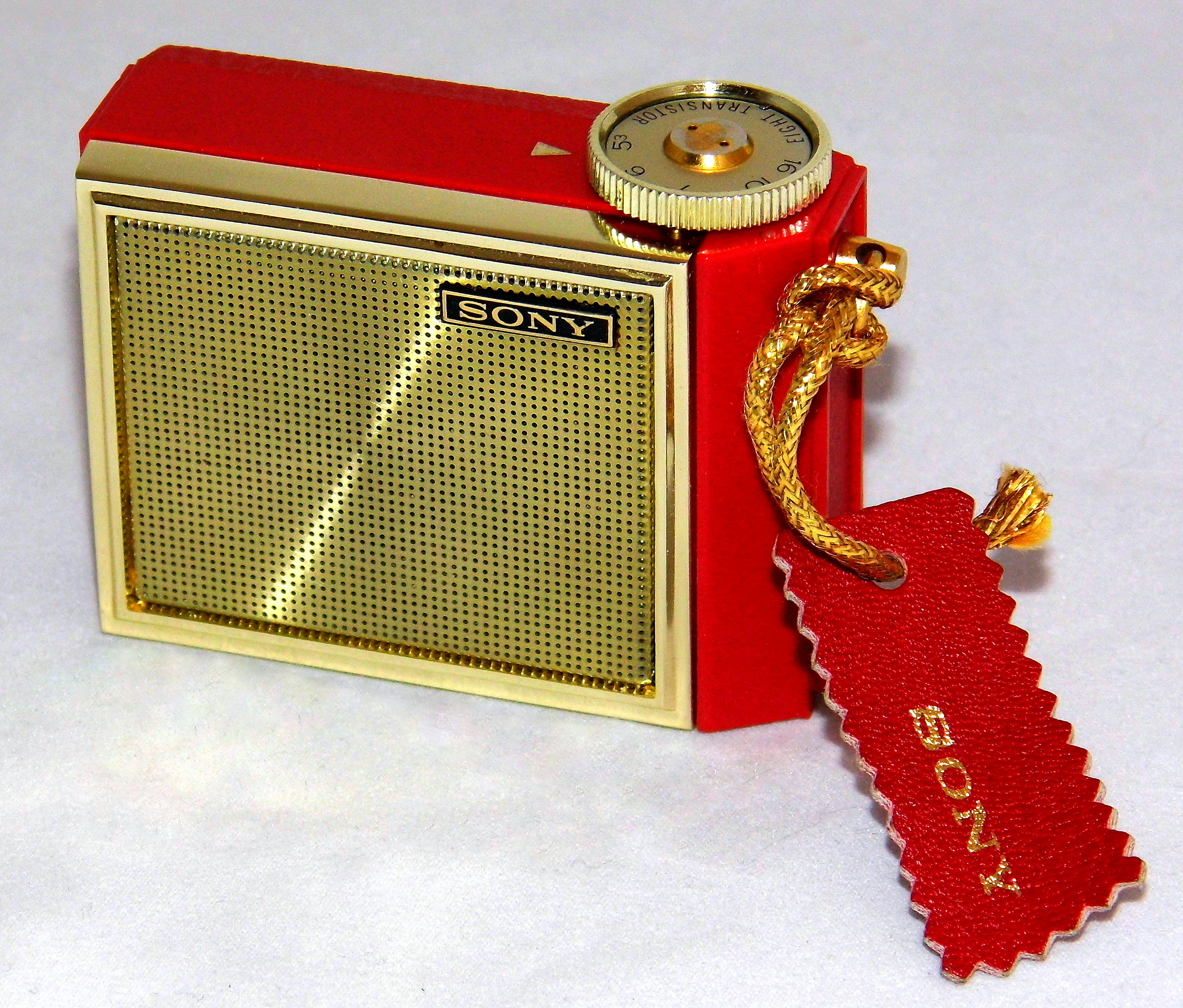
SONY 1R-81（1966年頃）
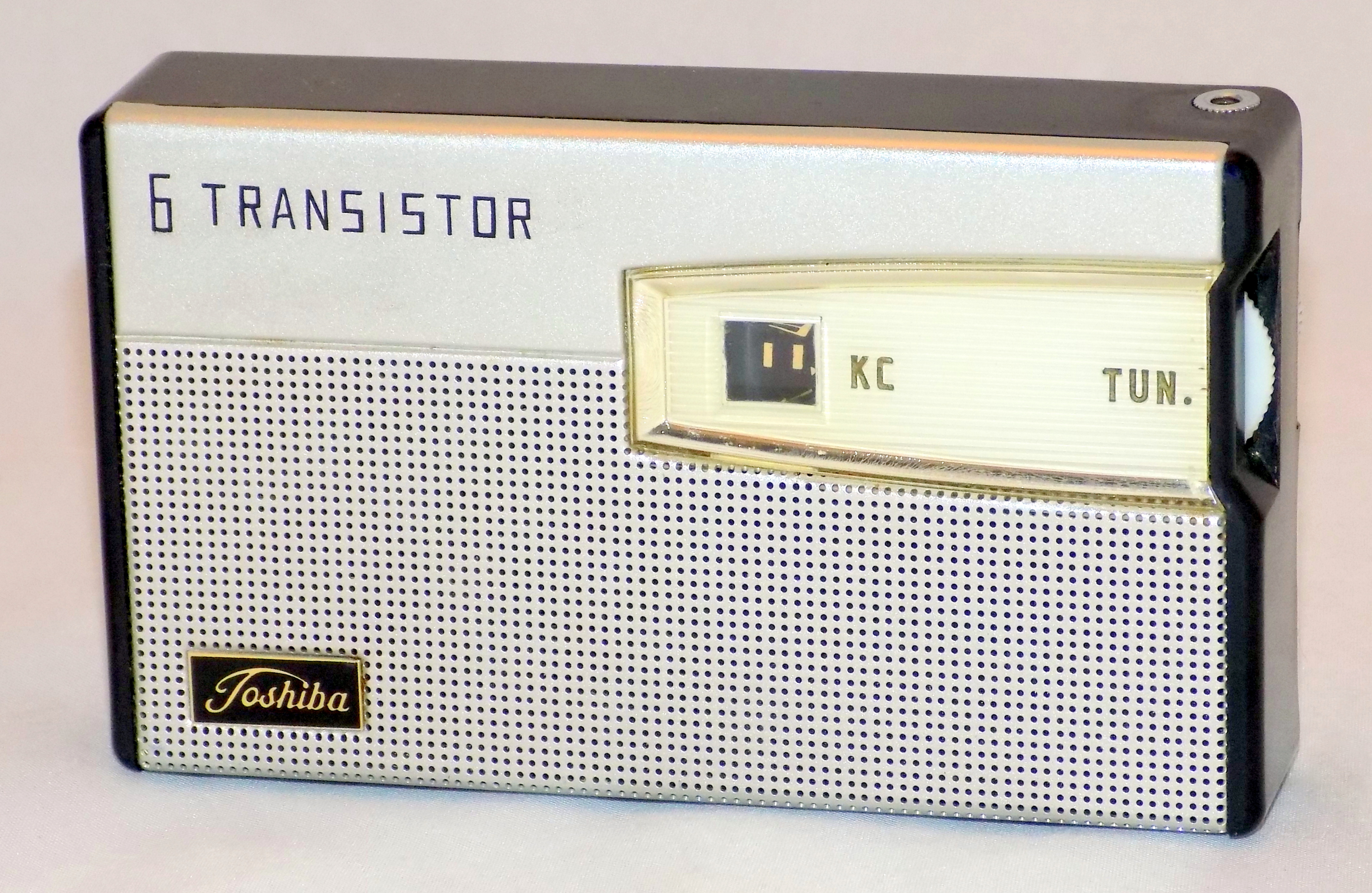
TOSHIBA 6TP-385（1960年頃）
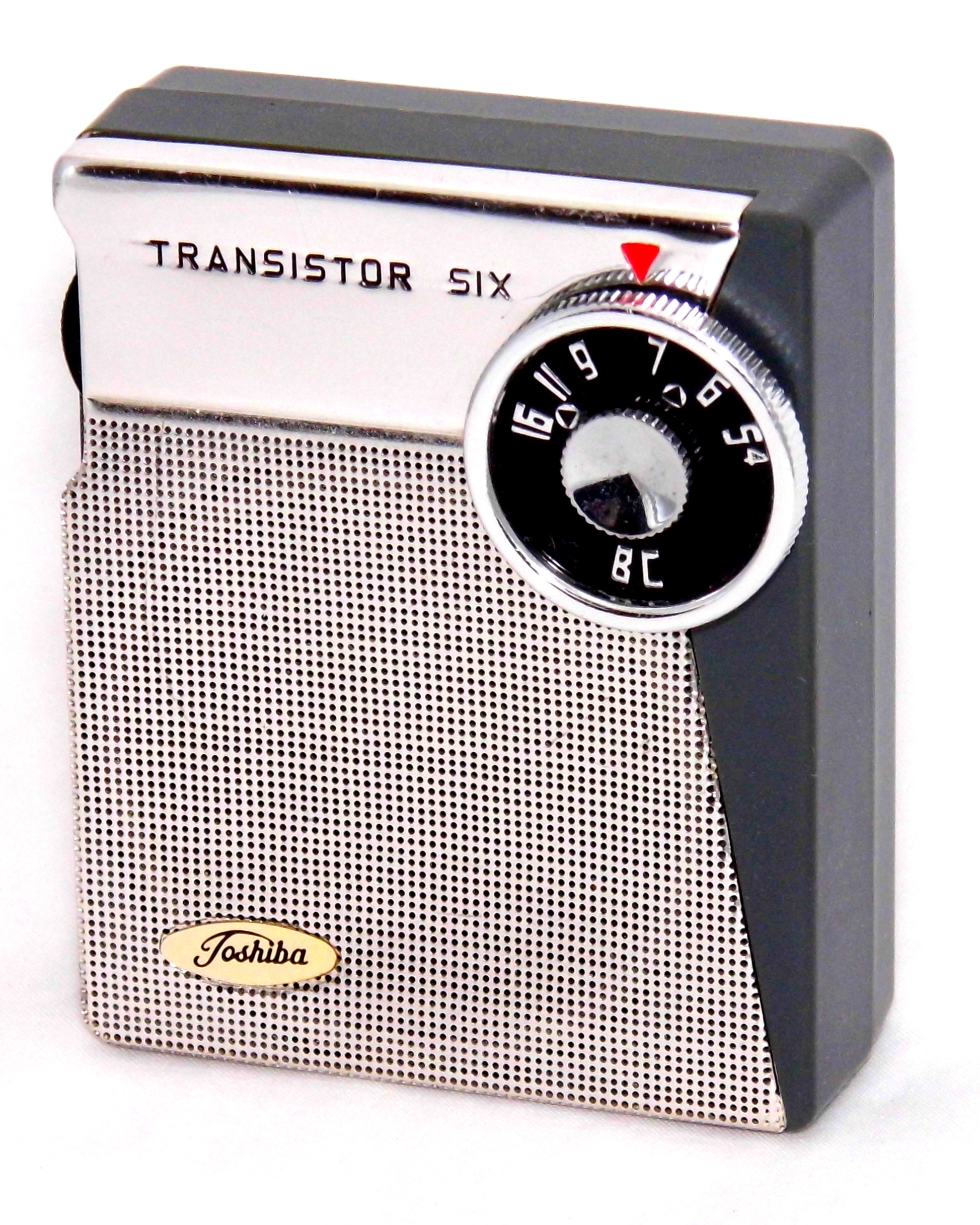
TOSHIBA 6TP-394（1960年頃）
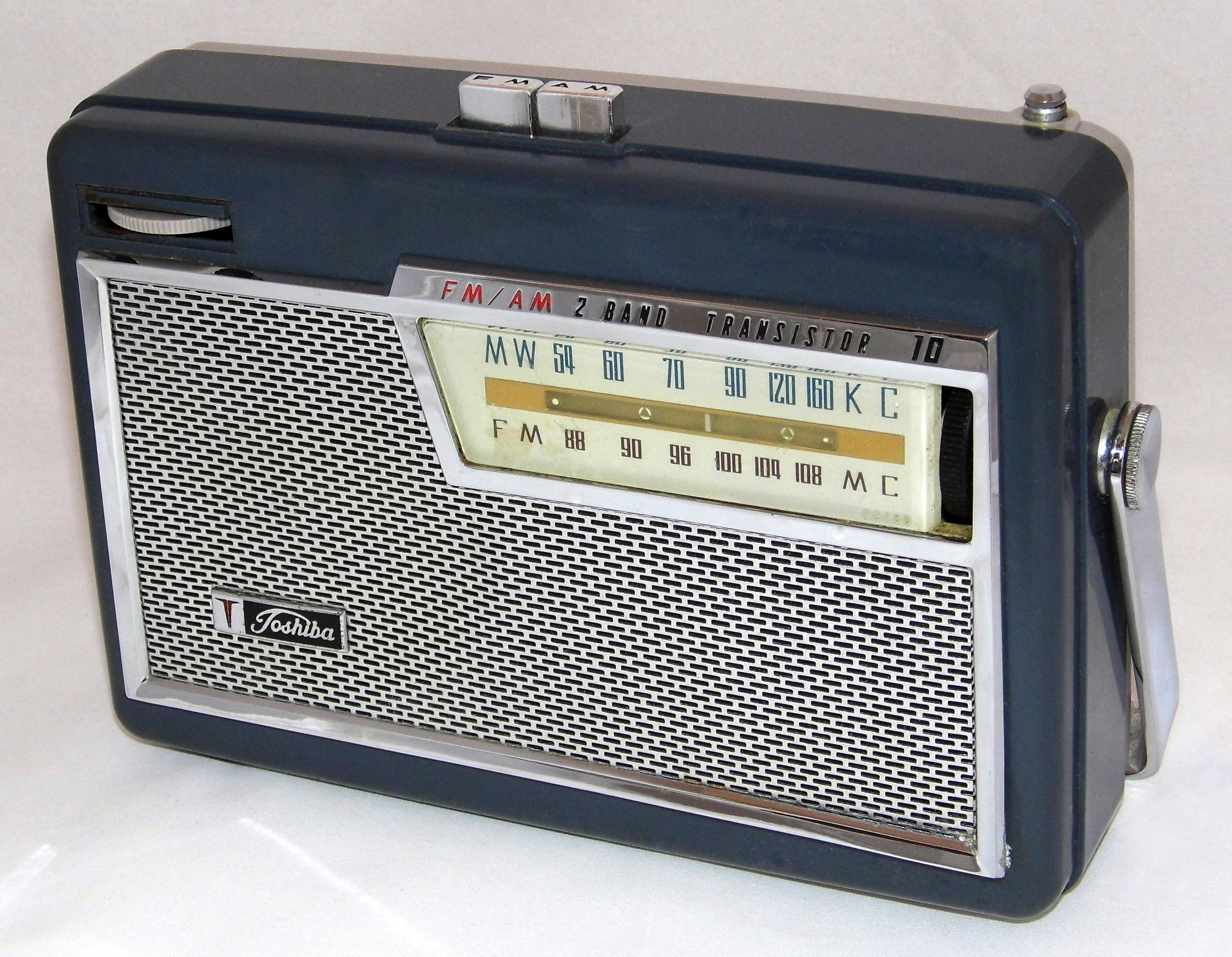
TOSHIBA 10TL-429F。FM・AM 2バンド。（1961年頃）

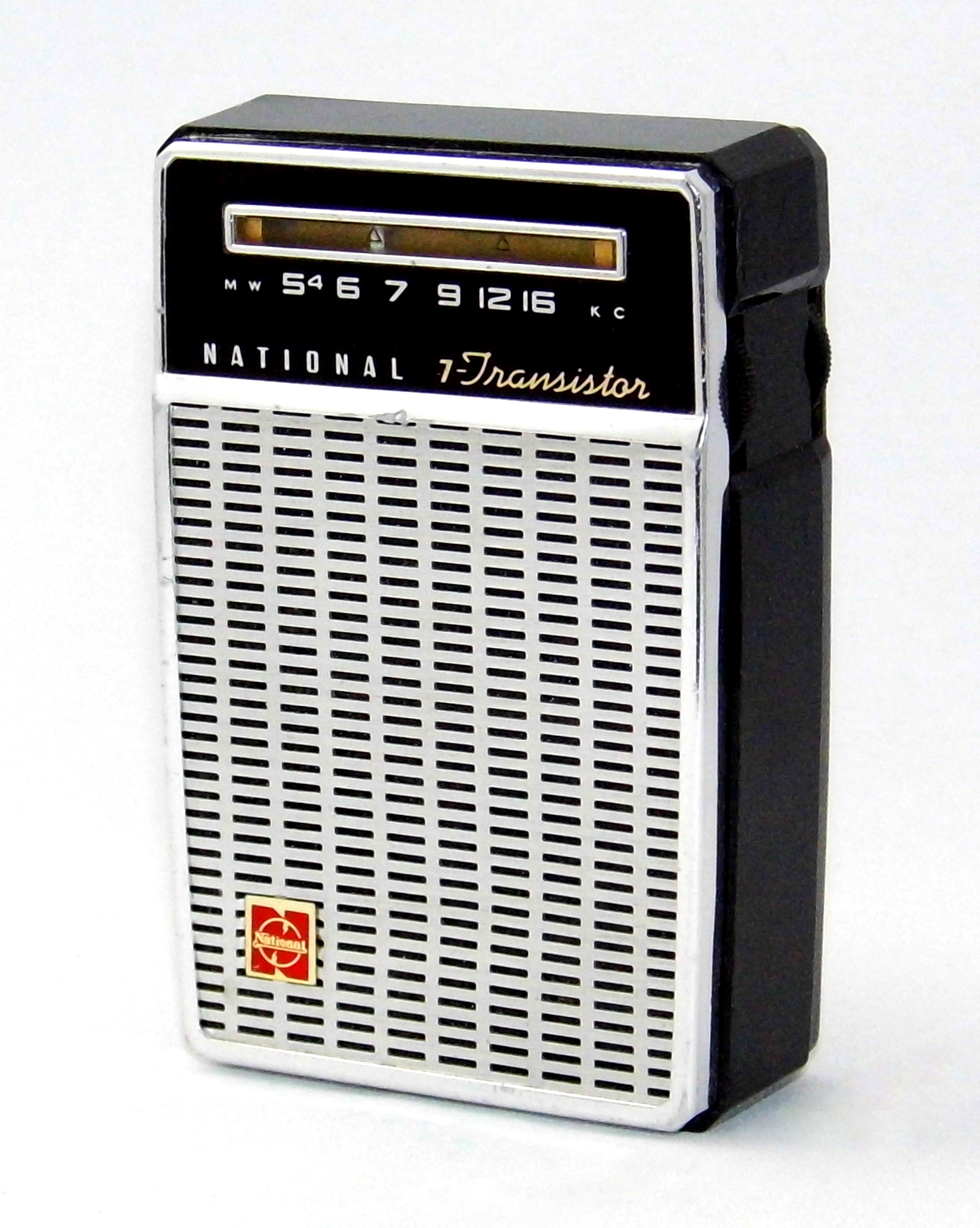
National（Matsushita） T-55 （1960年頃）
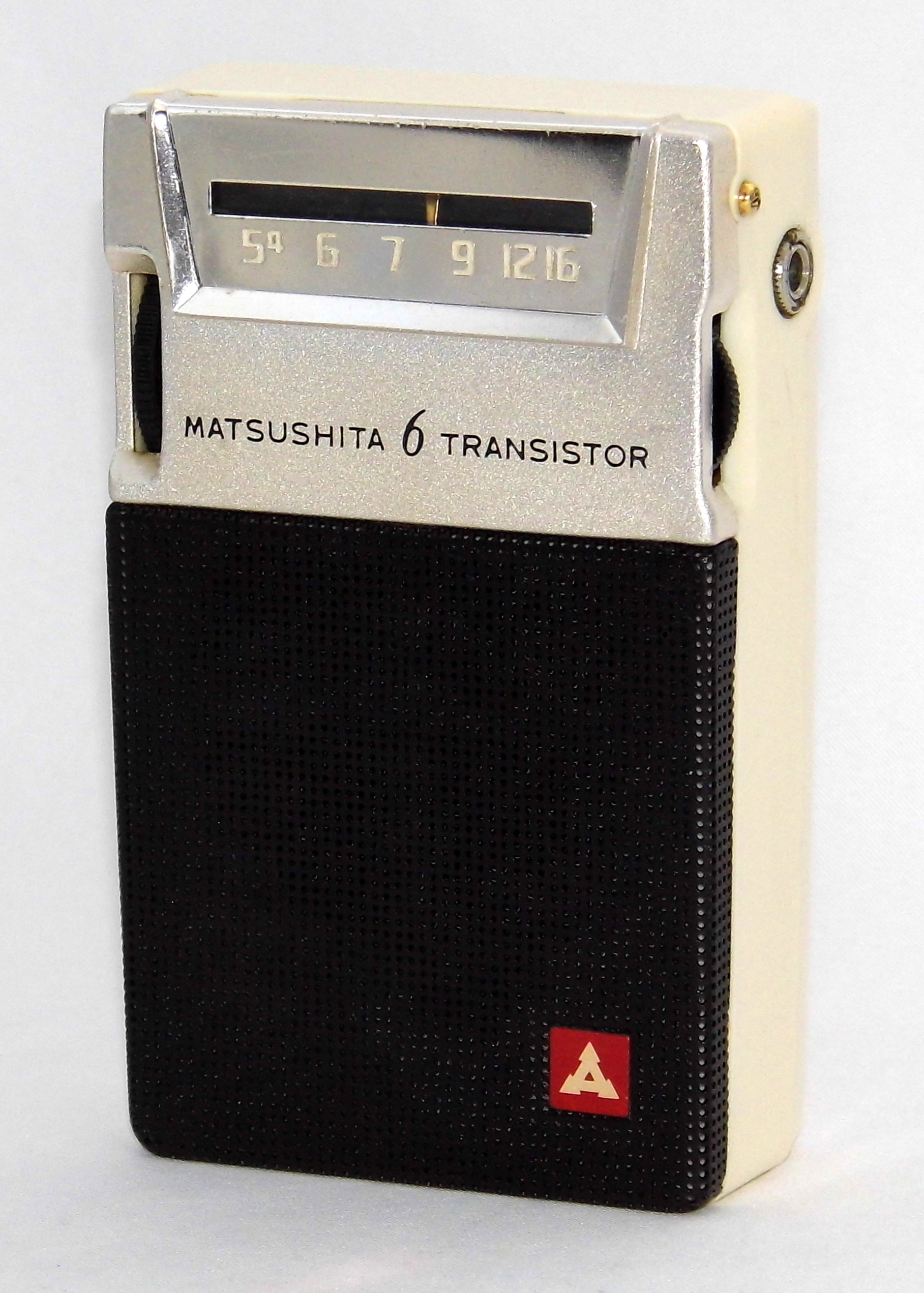
Panasonic T-13（1961年頃）
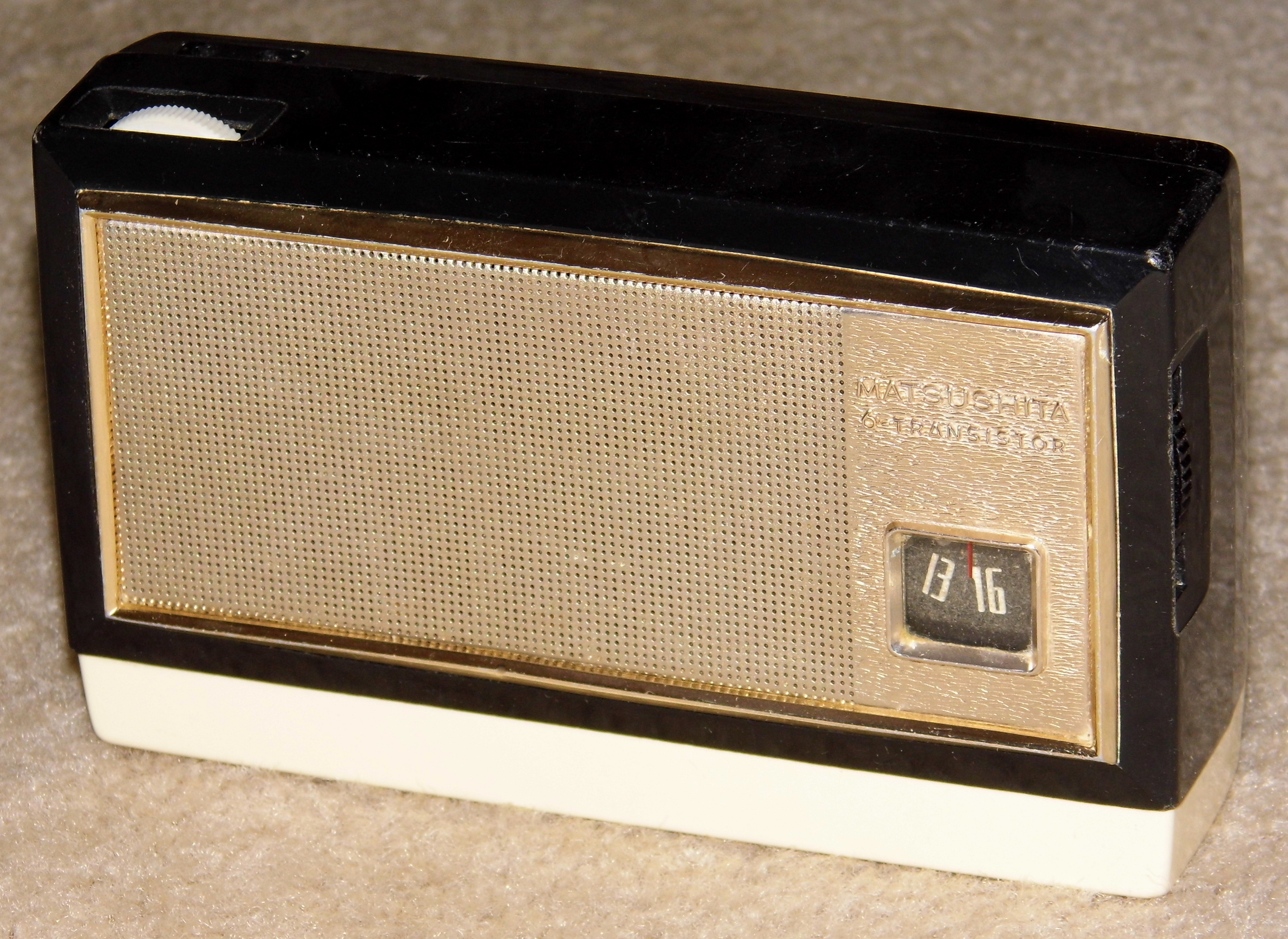
Matsushita T-50（1961年頃）

“身長は低いがグラマラスな女性”を意味する「トランジスターグラマー」という表現はこのトランジスタラジオからとられたともされている。
1967〜1968年ころからはトランジスタラジオとテープレコーダーを合体させたラジオカセットレコーダーなども登場。
車載用ラジオ市場
（車載用ラジオ（カーラジオ）は、早くからモータリゼーション（自動車利用の一般化と大衆への普及）が進んだ米国では1927年頃から真空管式のものが発売されていたが、自動車搭載のラジオもやはり1950年代後半からトランジスタ化が進んでいた。）
日本は米国から遅れて1960年代に本格的なモータリゼーションを迎えることになった。日本では1955年から高度経済成長期を迎え、国民に経済的な余裕が少しずつ現れ、1960年代に日本国内の自動車の販売台数は急速に増加し、特に乗用車需要は急成長し、販売台数が1965年で59万台、1970年には237万台というペースで、年平均32％で成長した。国内自動車保有台数は1965年が630万台だったのが1967年には1,000万台を突破し全国で自動車が走りまわるようになった。それにともないカーラジオ（オートラジオ）市場も立ち上がったので、それ以降、その市場に参入する企業が相次いだ。（東芝、松下電器産業（現：パナソニック）、TEN（神戸工業、現：デンソーテン）、クラリオン、三菱電機などが参入した。）
ラジオ番組への影響
ラジオがトランジスタラジオになったことでラジオ番組も自宅外で聞かれることが増えた。するとラジオ放送局もそれに対応して一部の番組を変化させはじめた。1960年代後半以降、ニッポン放送が先鞭をつけた「オーディエンス・セグメンテーション」編成が広く民放ラジオ局に普及するようになった。
BCLブームの到来とトランジスタラジオ
日本では1970年代にBCLブームが起き、短波を受信できる高性能な機種が多く発売され、トランジスタラジオの全盛期を迎えた。

## アメリカ製トランジスタラジオの歴史

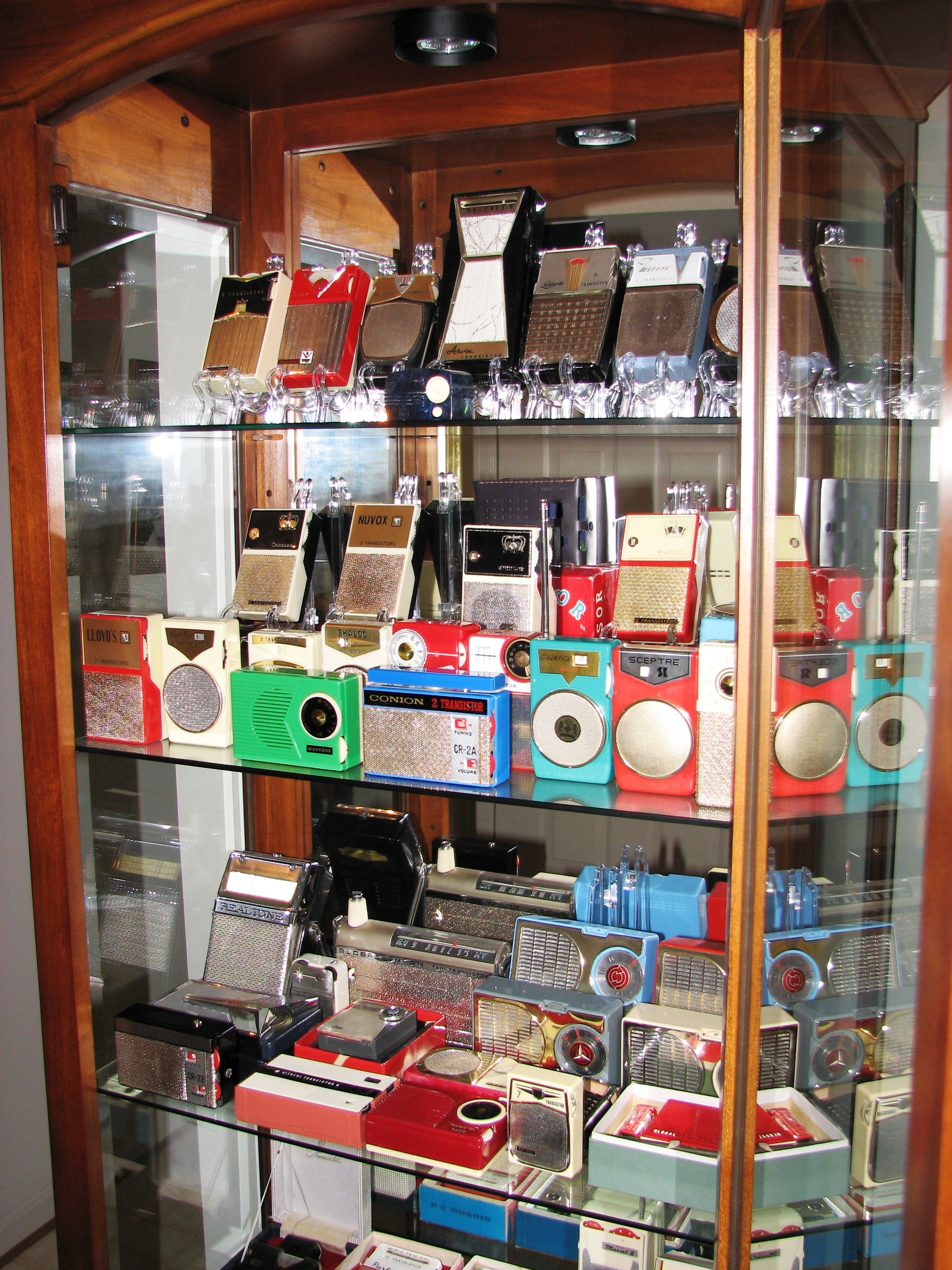